# 石橋敬三
石橋 敬三（いしばし けいぞう、1983年3月10日 - ）は、日本の音楽家・発明家。和歌山県出身。 マンドリンやギターなどアコースティック楽器の新しい演奏方法を開発・普及するとともに、独自の発明品でも注目されている。

## 経歴
2001年、京都大学マンドリンオーケストラにてマンドリンを始め、翌2002年の第18回日本マンドリン独奏コンクールで第二位を獲得した。以降も演奏・作曲の両分野において国内外のコンクールに入賞し、独自の表現を追求している。

## 音楽活動
2013年に発表した『Moon Rabbit』をはじめ、3枚のフルアルバムをリリース。マンドリンを柔軟で効果的な表現ツールと捉え、クラシックの枠にとどまらずポップ・ロックの分野でも活動している。独自の特殊奏法を駆使した楽曲や演奏は、海外からも注目を集めている。

## 発明活動
2022年には、電源不要のアコースティック・ギター用スプリングリバーブ装置「natu-reverb」に関して、特許を取得（特許第7174457号）。この装置はスプリングによる遅延振動をギターのボディにフィードバックさせることで、アナログなリバーブ効果を生み出す構造を持ち、ネオジム磁石によってギター内部に固定できる仕組みが特徴である。 2025年には、ギターなどの撥弦楽器に擦弦的表現を加えるアタッチメント「Cantareel（カンタリール）」を開発。2025年7月に公開された演奏動画は現時点で118万回以上再生され、Hackaday、Laughing Squid、The Awesomerなど海外の技術・音楽系メディアでも紹介された。

## 主な受賞歴
2002年
- 第18回日本マンドリン独奏コンクール（第2位）

2004年
- 第19回日本マンドリン独奏コンクール（第2位）

2005年
- 第1回大阪国際マンドリンコンクール 独奏部門（第2位）[10]

2006年
- 第2回大阪国際マンドリンコンクール 作曲部門（第2位）[11]

2007年
- 日本マンドリン室内楽コンクール（第2位）

2011年
- 全米クラシック・マンドリン協会年次総会 演奏コンテスト（第1位）[12]

- MUSIC UNDER NEW YORK オーディション合格[13][14]

## ディスコグラフィ
- Moon Rabbit（2013年）

- Blue（2014年）

- MEME（2015年）

## 著書
- 『即レスするだけですべてが上手くいく』（2025年）

- 『量産される人間性』（2025年）